# Var (departement)
Var är ett departement i regionen Provence-Alpes-Côte d'Azur i sydöstra Frankrike. Huvudort är Toulon. Departementet har fått sitt namn efter floden Var. 